# San Francesco e storie della sua vita

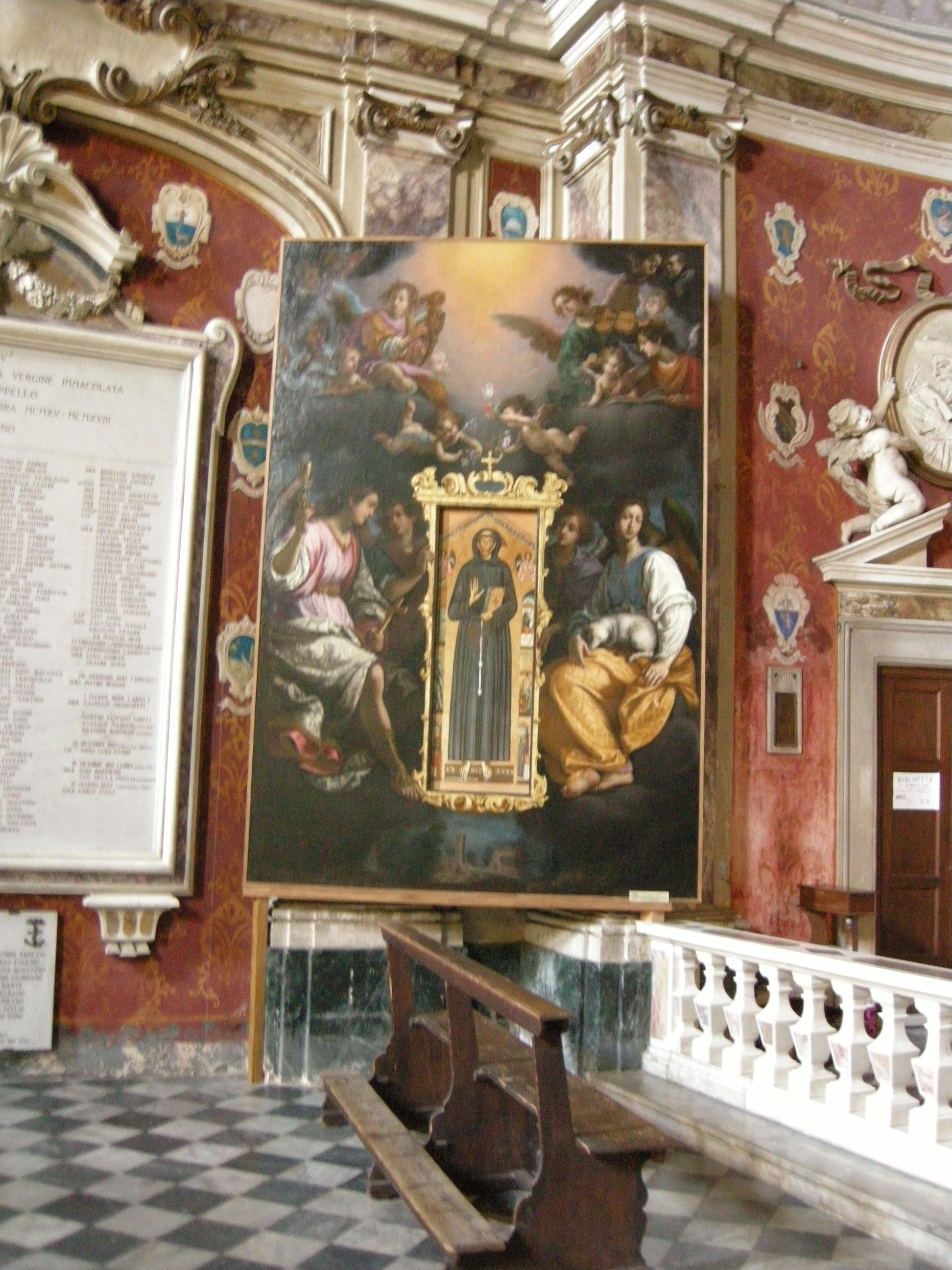
La tela che incorniciava la tavola

San Francesco e storie della sua vita è un dipinto a tempera e oro su tavola (160x123 cm) di Bonaventura Berlinghieri, firmata, datata 1235 e custodita nella chiesa di San Francesco a Pescia.

## Storia
La tavola, che oggi si trova sull'altare Mainardi, l'ultimo sul lato destro della navata, venne riscoperta negli anni ottanta dell'Ottocento, quando Michele Ridolfi rimosse la tela seicentesca di Alessandro Bardelli con una Gloria di angeli che la incorniciava nelle vicina Cappella dell'Immacolata Concezione. In quell'occasione fu ritrovata la data e la firma dell'artista, lungo il bordo inferiore, che confermarono come l'opera, probabilmente proveniente dall'antica chiesa pesciatina di San Francesco, fosse la più antica rappresentazione pervenuta del santo di Assisi, dipinta appena nove anni dopo la sua morte.
La famiglia Mainardi aveva costruito una cappella dedicata a San Francesco proprio nel 1235, lo stesso anno della tavola di Pescia, il che farebbe propendere per una sua collocazione stabile sull'altare della cappella.

## Descrizione e stile
La tavola, dalla tipica forma cuspidata, rappresenta san Francesco, posto in piedi in posizione centrale; il santo di Assisi è vestito con un saio legato tramite una corda ed è incappucciato, nella mano sinistra regge probabilmente il Vangelo, mentre con la destra benedice e mostra le stimmate. Come tipico di altre tavole sui santi dell'epoca, ai lati della figura in piena dimensione sono rappresentate alcune storie della sua vita.
Nel catalogo della mostra giottesca, tenutasi a Firenze tra l'aprile e l'ottobre del 1937, si ebbe modo di registrare il rifacimento postumo dell'aureola del santo, che avrebbe ricoperto anche la punta del cappuccio del saio, sporgente a sinistra. 
Il cordone mostra i tre nodi che ricordano i tre voti dei frati: obbedienza, castità e povertà.
All'altezza delle spalle, sono raffigurati due angeli racchiusi in due tondi, la cui funzione non è ancora del tutto chiarita: più che riempitivo dello spazio angusto, come avviene anche nelle Maestà duecentesche, è stata ipotizzata una loro derivazione dalla cimasa delle Croci lignee toscane contemporanee.
Ai lati della tavola Bonaventura eliminò la cornice orizzontale, tipica del pannello agiografico bizantino, e distribuì le scene in quadretti aperti, facendole scorrere in successione cronologica secondo una scansione binaria: le sei scene di cui san Francesco è protagonista, rappresentate tre per lato, contano due episodi in vita (Predica agli Uccelli, Stimmate) e due miracoli post mortem. In senso orario, partendo dalla raffigurazione in alto a destra si trovano:
- Miracoli degli storpi,
- Miracoli degli zoppi,
- Miracoli degli ossessi,
- Guarigione di una bimba,
- Predica agli uccelli
- Stimmate.

L'opera è molto interessante nell'ambito del Duecento italiano poiché è la prima conosciuta a trattare il soggetto delle Storie di san Francesco, che essendo pressoché contemporanee, non avevano un modello iconografico bizantino: tuttavia il rapporto degli episodi laterali con la miniatura bizantina, già notato in precedenza, è stato recentemente provato. 
Lo stile è comunque ancora legato alle fogge anticheggianti usate nelle storie bibliche, con la posa rigidamente frontale, la schematicità dei tratti fisiognomici e il carattere impersonale dell'effigie.
L'opera venne restaurata da Alfio del Serra fra il 19 novembre 1981 e il 3 ottobre 1982. Il Cappuccio fu abraso verso la fine del '600 e rinvenuto nel restauro del Serra sotto l'aureola, falsa e perciò eliminata. Il cappuccio è stato suggerito e colorato con la tecnica della selezione dei colori come usava fare Alfio del Serra. Il Restauro fu finanziato la Cassa di Risparmio di Pistoia e Pescia.